# Tour du tambour de Pékin
Pour les articles homonymes, voir tour du tambour.
 (septembre 2024).
Si vous disposez d'ouvrages ou d'articles de référence ou si vous connaissez des sites web de qualité traitant du thème abordé ici, merci de compléter l'article en donnant les références utiles à sa vérifiabilité et en les liant à la section « Notes et références ».
La tour du tambour (en chinois : 鼓楼, en pinyin : Gǔlóu) est située sur l'extrémité nord de l'axe central de la vieille ville tartare de Pékin, au nord de la rue Di’anmen. Elle se situe un peu au sud de la tour de la cloche. Elle a été construite pour la musique, mais a ensuite été utilisée pour donner l'heure et est à présent une attraction touristique.

## Histoire
La tour du tambour a été construite en 1272, pendant le règne de Kubilai Khan. À cette époque, elle se situait précisément au centre de la capitale Khanbalik de la dynastie Yuan. Elle était connue à l'époque comme la « tour du gouvernement régulier » (齐政楼 / 齊政樓, qízhènglóu).
En 1420, sous la dynastie Ming, l'empereur Yongle la fit reconstruire à l'est du site initial et, en 1800, sous l'empereur Jiaqing, une rénovation importante a eu lieu. En 1924, le nom de l'édifice a été changé en « Mingchilou » et il a servi à exposer les objets liés à l'invasion de Pékin par l’Alliance des huit nations et au mouvement du 30 mai 1925. Aujourd'hui, l'étage supérieur sert de salle pour la culture populaire du district de Dongcheng. 
Pendant cinq siècles et demi, sous les dynasties Ming et Quing, la tour du tambour et la tour de la cloche sont les deux bâtiments les plus hauts de Pékin. 
La tour est ouverte aux touristes depuis les années 1980.

## Architecture

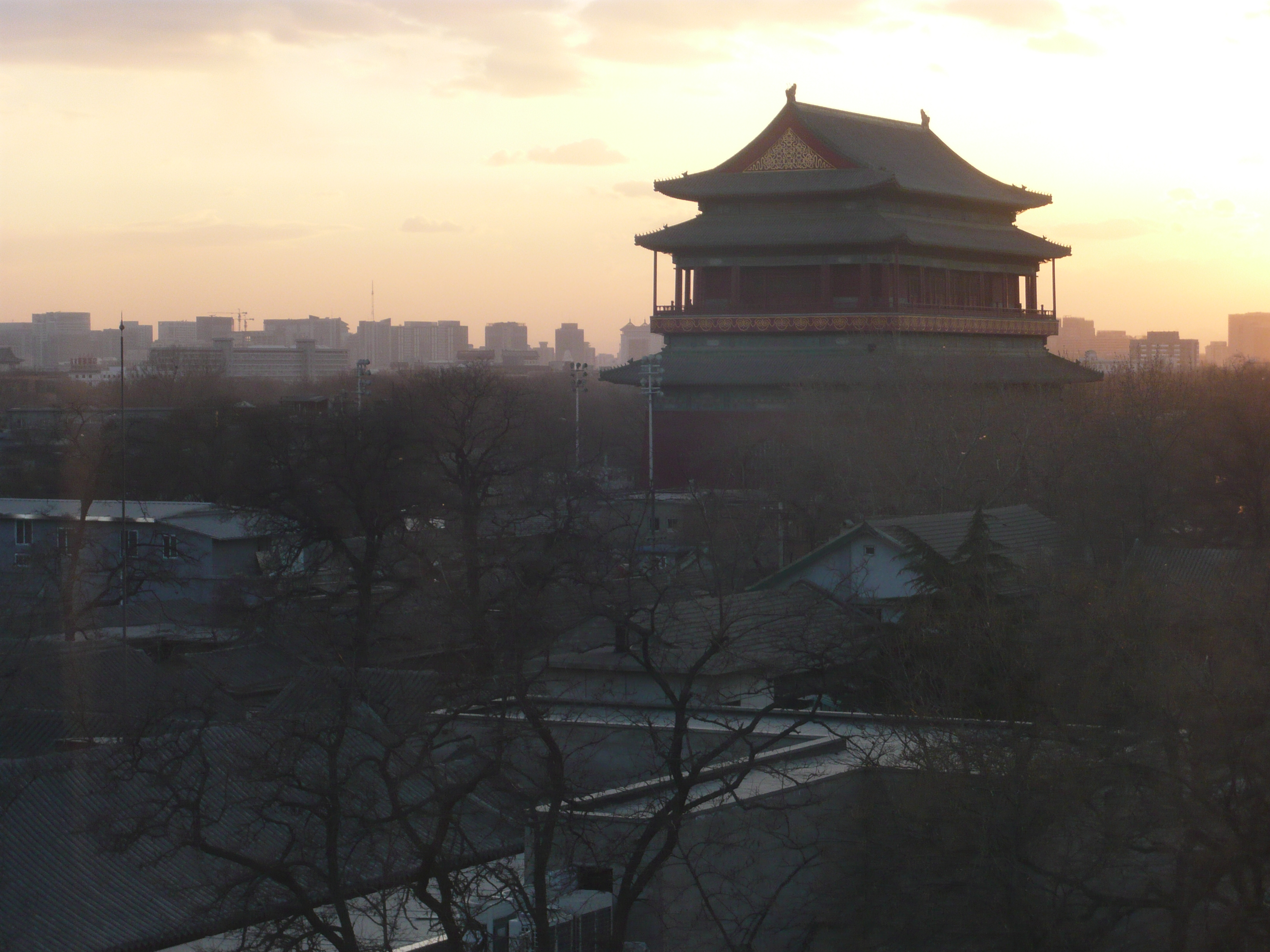
Autre vue

La tour du tambour est un bâtiment à deux étages fait de bois et s'élevant à 47 mètres. L'étage supérieur abritait autrefois[Quand ?] 24 tambours, dont un seul a survécu. De nouveaux ont été élaborés pour les remplacer.

## Voir aussi

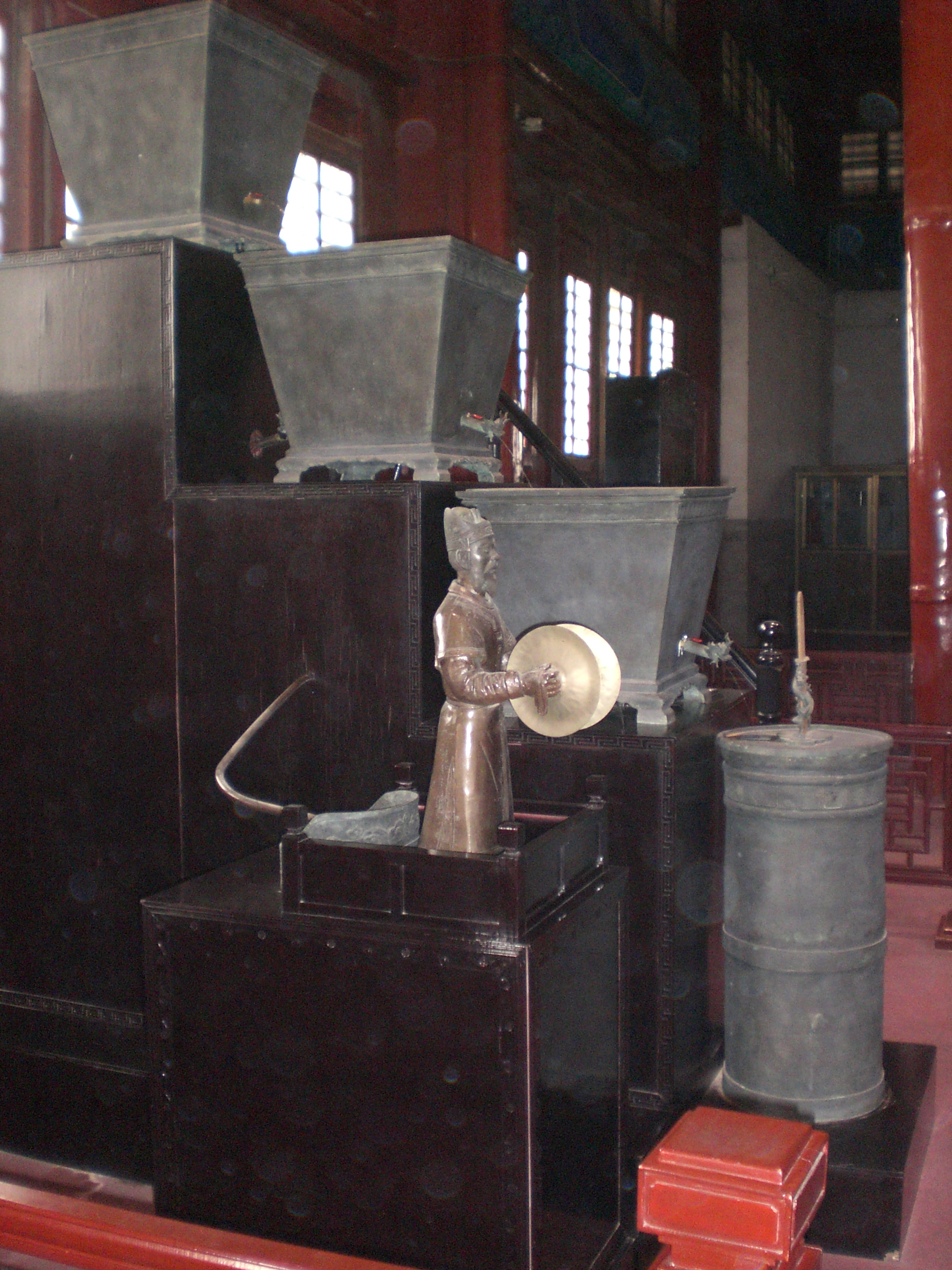
Système hydraulique, dans la tour